# Аюпов, Тимур Ансарович
Тиму́р Анса́рович Аю́пов (род. 26 июля 1993, Москва) — российский футболист, полузащитник клуба «Урал».

## Карьера
Сын футболиста Ансара Аюпова. В середине 1990-х два года с семьёй жил в нидерландском городе Энсхеде, где за «Твенте» выступал отец.
С семи лет до седьмого класса обучался в школе ЦСКА. Затем в ФШМ тренировался под руководством Андрея Гашкина. В 2013 году играл за команду ФШМ в московской зоне третьего дивизиона.
В том же году перешёл в казанский «Рубин». В сезонах 2013/14 — 2014/15 за «Рубин-2» в первенстве ПФЛ провёл 42 матча, забил четыре гола. В сезоне 2014/15 в молодёжном первенстве забил два гола в 11 играх.
В сезонах 2015/16 — 2018/19 за «Олимпиец» / «Нижний Новгород» сыграл 31 матч, забил пять мячей в ПФЛ и 61 матч, пять мячей — в ФНЛ.
Перед началом сезона 2019/20 в качестве свободного агента отправился на просмотр в клуб РПЛ «Оренбург», с которым 12 июля подписал трёхлетний контракт. Дебютировал 13 июля в гостевом матче против «Ростова» (1:2), выйдя на замену на 72 минуте.
5 июня 2023 года на правах свободного агента перешел в «Урал». 22 июля дебютировал в РПЛ в домашней игре 1-го тура против ЦСКА (2:1). Тимур открыл счет в матче ударом головой после подачи углового Александром Юшиным и был признан лучшим игроком встречи.
26 ноября 2023 года в домашнем матче 16-го тура РПЛ против «Краснодара» (3:1) отдал все три голевые передачи — вторым среди футболистов «Урала» в рамках одной игры чемпионата, с момента возвращения уральцев в высший дивизион в сезоне-2013/14. Первым был Андрей Егорычев 27 мая 2023 года в гостевом матче 29-го тура против «Химок».

## Достижения
«Волга-Олимпиец» / «Олимпиец»
- Победитель второго дивизиона (зона «Урал-Приволжье»): 2016/17
- Бронзовый призёр второго дивизиона (зона «Урал-Приволжье»): 2015/16

«Оренбург»
- Серебряный призёр ФНЛ: 2020/21
- Бронзовый призёр ФНЛ: 2021/22

## Клубная статистика
| Выступление      | Выступление      | Выступление      | Лига | Лига | Кубки | Кубки | Прочие | Прочие | Итого | Итого |
| Клуб             | Лига             | Сезон            | Игры | Голы | Игры  | Голы  | Игры   | Голы   | Игры  | Голы  |
| ---------------- | ---------------- | ---------------- | ---- | ---- | ----- | ----- | ------ | ------ | ----- | ----- |
| Рубин-2          | ПФЛ              | 2013/14          | 24   | 2    | —     | —     | —      | —      | 24    | 2     |
| Рубин-2          | ПФЛ              | 2014/15          | 18   | 2    | —     | —     | —      | —      | 18    | 2     |
| Рубин-2          | Итого            | Итого            | 42   | 4    | —     | —     | —      | —      | 42    | 4     |
| Пари НН          | ПФЛ              | 2015/16          | 9    | 0    | —     | —     | —      | —      | 9     | 0     |
| Пари НН          | ПФЛ              | 2016/17          | 22   | 5    | 1     | 0     | —      | —      | 23    | 5     |
| Пари НН          | ФНЛ              | 2017/18          | 30   | 2    | 2     | 0     | —      | —      | 32    | 2     |
| Пари НН          | ФНЛ              | 2018/19          | 31   | 3    | 1     | 0     | 0      | 0      | 32    | 3     |
| Пари НН          | Итого            | Итого            | 92   | 10   | 4     | 0     | 0      | 0      | 96    | 10    |
| Оренбург         | РПЛ              | 2019/20          | 22   | 0    | 2     | 0     | —      | —      | 24    | 0     |
| Оренбург         | ФНЛ              | 2020/21          | 32   | 1    | 1     | 0     | —      | —      | 33    | 1     |
| Оренбург         | ФНЛ              | 2021/22          | 31   | 0    | 1     | 0     | 2      | 0      | 34    | 0     |
| Оренбург         | РПЛ              | 2022/23          | 23   | 4    | 4     | 0     | —      | —      | 27    | 4     |
| Оренбург         | Итого            | Итого            | 108  | 5    | 8     | 0     | 2      | 0      | 118   | 5     |
| Урал             | РПЛ              | 2023/24          | 11   | 1    | 3     | 1     | —      | —      | 14    | 2     |
| Урал             | Итого            | Итого            | 11   | 1    | 3     | 1     | —      | —      | 14    | 2     |
| Всего за карьеру | Всего за карьеру | Всего за карьеру | 253  | 20   | 15    | 1     | 2      | 0      | 270   | 21    |

1. ↑  Стыковые матчи за право участия в РПЛ

Комментарии